# Dieter Weber (Fußballspieler)
Dieter Weber (* 14. Juli 1939) war Fußballspieler in der DDR-Oberliga, der höchsten ostdeutschen Fußballklasse. Er spielte dort für den SC Empor Rostock.

## Sportlicher Werdegang
Als 17-Jähriger spielte Weber in der Juniorenmannschaft der Fußballsektion des SC Empor Rostock, wurde aber auch bereits in einigen Spielen der Oberligamannschaft eingesetzt. Seinen ersten Auftritt in der Oberliga hatte Weber am 13. Spieltag der Saison 1956. Im Spiel Empor Rostock – Rotation Leipzig (1:0) am 3. Juni wurde er als halbrechter Stürmer eingesetzt. Anschließend kam er als Einwechselspieler noch zu drei Kurzeinsätzen.
Der SC Empor stieg am Saisonende ab und Weber wechselte bis 1958 zu Motor Wismar in die drittklassigen II. DDR-Liga. Anschließend kehrte Weber zum SC Empor zurück, der inzwischen wieder in die Oberliga aufgestiegen war, spielte dort aber zunächst in der Reservemannschaft. Erst in der Saison 1961/62, die wegen des Systemwechsels vom Jahresrhythmus auf die Herbst-Frühjahr-Spielzeit über 39 Spieltage lief, wurde Weber wieder in der Oberliga eingesetzt und bestritt 23 Punktspiele in der Regel als Mittelfeldspieler. In der Saison 1962/63 kam Weber zwischen dem 3. und 6. Spieltag noch einmal in vier Oberligaspielen, diesmal wieder als Stürmer auf halbrechts, zum Einsatz. Nach 31 Oberligaspielen mit vier Toren sowie acht Pokalspielen mit einem Tor verließ Weber danach des SC Empor.
Im Sommer 1963 wechselte Weber zu Stahl Eisenhüttenstadt, wo er bis zum Ende der Saison 1968/69 in der zweitklassigen DDR-Liga spielte. Nachdem er in dieser Saison mit zwei Einsätzen noch einen bescheidenen Beitrag zum Aufstieg der Stahlwerker in die Oberliga leistete, beendete Weber schließlich in der 2. Mannschaft der Eisenhüttenstädter seine Fußball-Laufbahn.